# Ја и мој нећак Пип
Ја и мој нећак Пип је кратак документарни филм из 1961. године.

## Синопсис
Ветеринари су управо завршили операцију два пса: Ероса и његовог нећака Пипа. Један од њих почиње причу.
Два јазавца су продрла у фазанерију и настао је метеж. У потеру са штеточинама полазе људи и два мала пса - јазавчара. У борби под земљом, уз помоћ људи, пси су савладали јазавце, али своју храброст плаћају тешким повредама.